# Osztrovnoj
Osztrovnoj (oroszul: Островной) zárt város Oroszország Murmanszki területén. A Kola-félsziget északkeleti részén, a Barents-tenger partján fekszik, 12 km-re a Jokanyga-folyó torkolatától. Murmanszktól 360 km-re, Arhangelszktől 430 km-re található. A településen az Orosz Haditengerészet Északi Flottájának egyik bázisa működik.
Lakossága: a 2002-es népszámláláskor 5032 fő; a 2010. évi népszámláláskor 2171 fő.
A környéken az első lakott település a 16. században alakult ki, Jokanyga néven. 1938-ban átnevezték, a település a Gremiha nevet kapta. A szovjet időszakban, a második világháborút követő évtizedekben az eredeti településtől 3 km-re építették ki a katonai telepet Murmanszk–140 kódnév alatt, a régi központ, Gremiha pedig eltűnt. Az új település 1981-ben kapta az Osztrovnoj nevet az orosz osztrov (sziget) szó után, 1992-ben pedig városi rangot kapott.
Korábban sem rendelkezett, és napjainkban sincs szárazföldi közlekedési (vasúti és közúti) összeköttetése. Tengeri és légi úton érhető el. A hajóút Murmanszkból Osztrovnojig kb. 14 óra. 1951-ben kezdődött el a Kola-félszigeti vasút építése, ahol a Gulag-táborokban fogvatartottakat dolgoztatták. Sztálin 1953-as halála után az építkezést felfüggesztették, így az Apatyitiből kiinduló vasút nem érte el Osztrovnojt.